# Lluís-Anton Baulenas i Setó
Lluís-Anton Baulenas i Setó (Barcelona, 21 de setembre de 1958) és filòleg, escriptor, traductor, dramaturg i crític literari.
Abans d'exercir d'escriptor, havia fet de mestre a l'escola privada i en instituts de secundària. Després abandona aquestes feines i consagra tot el seu temps a la creació literària. Els seus inicis literaris es deuen al teatre, camp en el qual va fer d'actor, director i autor. Tanmateix, el reconeixement públic li arriba, sobretot, de la tasca com a novel·lista. Ha guanyat els premis més importants de la literatura catalana i ha estat traduït a unes quinze llengües. Com a traductor ell mateix, ha adaptat al català, entre d'altres, textos de Marguerite Yourcenar, Eugène Labiche, William Gibson, Eugene O'Neill, Truman Capote, Jean Cocteau, Albert Camus, Lawrence Durrell i Boris Vian. El director Ventura Pons va dur al cinema tres novel·les seves, de les quals va transformar Anita no perd el tren i Amor idiota en pel·lícules d'èxit. La traducció francesa de la seva novel·la Amics per sempre ('Une année de chien',  Balzac Éditions, 2018) va merèixer el premi de Narrativa Jean Morer (2019) Els darrers anys combina la narrativa amb el teatre de petit format. Ha estrenat personalment Brossa enrabiat (2019), Manual de supervivència. Homenatge a Boris Vian (2021), Planeta Ferrater (2022) i Salva't, Salvat (2024). Li han estrenat He mort el pop (2024). La seva última novel·la és Seré el teu mirall, Editorial Comanegra/Àfora, 2023 (Premi Santa Eulàlia de novel·la barcelonina).

## Obres

### Novel·la
- Qui al cel escup (EUMO, 1987)
- Neguit (Pòrtic, 1988)
- Sus Scrofa (porcs) (EUMO, 1988)
- Càlida nit (Edicions 62, 1989)
- Rampoines-451 (Columna Edicions, 1990)
- Noms a la sorra (Columna Edicions, 1994)
- Alfons XIV, un crim d'estat (Columna Edicions, 1997)
- Els caníbals (És la mateixa novel·la que Sus Scrofa (porcs))
- El fil de plata (Columna Edicions, 1998)
- La felicitat (Edicions 62, 2001)
- Amor d'idiota (Edicions 62, 2003)
- Per un sac d'ossos (Planeta, 2005)
- Àrea de servei (Destino, 2007)
- El nas de Mussolini (Proa, 2008)
- Quan arribi el pirata i se m'emporti (La Magrana, 2013)
- La vostra Anita (Bromera, 2015)
- Amics per sempre (Bromera, 2017)[4]
- Els camins de la Rut (Proa, 2019)[5]
- Seré el teu mirall (Comanegra / Àfora, 2023)

### Teatre
- La ben calçada (amb Damià Barbany)
- No hi ha illes meravelloses
- Melosa fel
- El pont de Brooklyn
- Trist, com quan la lluna no hi és
- Cabaret d'hule i sofregit
- Un arabesc a la pell
- Històries negres

### Infantil i juvenil
- El gran màgic d'Oz: a la recerca d'un mateix (amb Francesc Alborch)

### No ficció
- Manual de llengua catalana per a ús i bon aprofitament dels estudiants de COU
- El català no morirà
- L'últim neandertal, La Magrana/RBA (2014)[6]

### Filmografia
- 2001 -Anita no perd el tren, basada en la seva novel·la La vostra Anita (director: Ventura Pons)[7]
- 2004 - Amor idiota, basada en la seva novel·la Amor d'idiota, (director: Ventura Pons)[8]
- 2009 - A la deriva, basada en la novel·la Àrea de servei (director: Ventura Pons)

## Premis
- 1988 Premi La Piga de narrativa eròtica per Neguit
- 1989 Premi Ciutat d'Alcoi de teatre per Melosa fel
- 1989 Premi Josep M. de Sagarra de traducció teatral per Donar al Cèsar, de M. Yourcenar
- 1989 Premi Documenta de narrativa per Càlida nit
- 1995 Premi Ciutat d'Alcoi de teatre per El pont de Brooklyn
- 1998 Premi Carlemany de novel·la per El fil de plata
- 1999 Premi Crítica Serra d'Or de novel·la per El fil de plata
- 2000 Premi Prudenci Bertrana de novel·la per La felicitat
- 2005 Premi Ramon Llull de novel·la per Per un sac d'ossos
- 2008 Premi Sant Jordi de novel·la per El nas de Mussolini
- 2016 Premi de Novel·la Ciutat d'Alzira per Amics per sempre[9]
- 2019 Premi de Novel·la Jean Morer per la versió en francès d'Amics per sempre ( "Une année de chien" Balzac Éditions, 2018)
- 2023 Premi Santa Eulàlia de novel·la per Seré el teu mirall